# Kniven i hjertet
Kniven i hjertet er en dansk film fra 1981.
- Manuskript og instruktion Christian Braad Thomsen.

Blandt de medvirkende kan nævnes:
- Stig Ramsing
- Helle Ryslinge
- Johannes Marott
- Tommy Kenter
- Morten Suurballe
- Anne Marie Helger
- Christian Braad Thomsen
- Finn Nielsen
- Asta Esper Andersen
- Gotha Andersen
- Lene Vasegaard
- Esper Hagen
- Arne Hansen
- Poul Thomsen